# ボロフェン

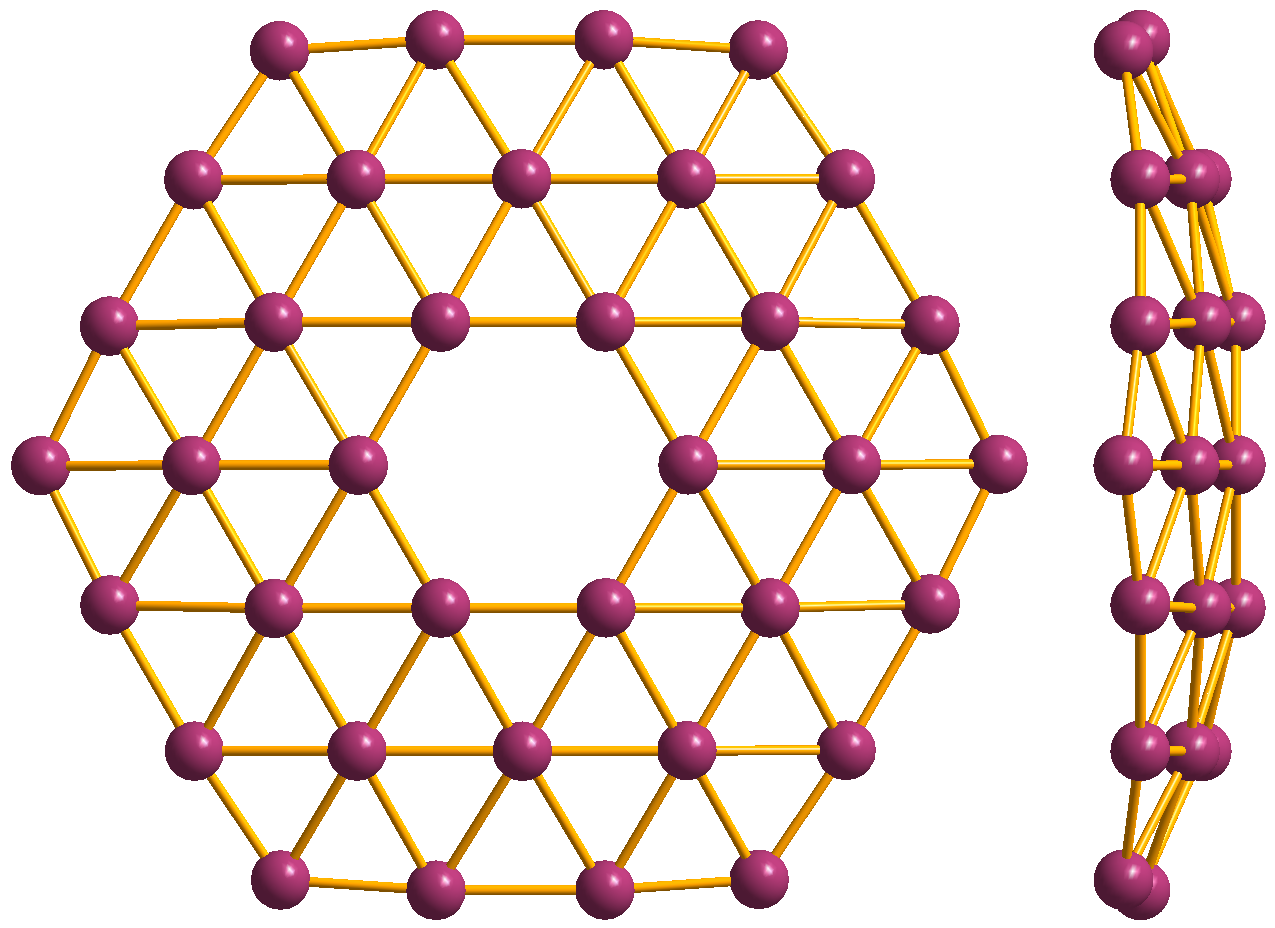
ボロフェンのB_{36}クラスター

ボロフェンとは、ホウ素の同素体として提唱されている物質であり、平面構造を取るグラフェンに類似した物質であるとされる。これまでは計算化学などによって予想された理論上の存在であったが、2014年にブラウン大学のLai-Sheng Wang（王来生）らによってボロフェンの単位クラスターの存在を示唆する実験的な証拠が確認されている。　

## 理論
ホウ素は炭素よりも電子がひとつ少ないため、安定した平面構造であるグラフェンにおけるハニカム構造のような構造を形成することはできない。しかしながら、三角形のホウ素格子を並べたユニットの中央に六角形の空孔が存在することで、ホウ素によって形成された平面状のクラスターを安定的に存在させることが可能であることが理論計算によって予想されており、その単位クラスターとして36個のホウ素原子によって形成される準平面構造が想定されている。半金属としての性質を有しているグラフェンとは対照的に、ボロフェンの性質は金属的であると予想されている。また、ホウ素-ホウ素結合は炭素-炭素結合よりも強いことから、ボロフェンはグラフェンよりも機械的に強靭であると予想されている。

## 歴史
2014年、ブラウン大学のLai-Sheng Wangらによってボロフェンの存在を示唆する論文が発表された。実験的に作成されたB36クラスターを光電子分光によって測定したスペクトルは理論計算によって予想されたスペクトルと一致しており、B36クラスターの中央に六角形の空孔が存在している対称性を有した構造を有していることが実験的に確認された。

2015年、米国アルゴンヌ国立研究所のA.Mannixらによってボロフェンの合成に成功したことが報告された。この報告では真空中で固体ボロフェンを電子ビーム照射によって蒸発させ、高温下で銀の表面に堆積させることによってホウ素のみから成る原子層物質が形成された。その結果、ボロフェンは電気を通す金属的な性質を持つことが明らかになった。

その一方、2010年、これらの研究に先行して二ホウ化ジルコニウム(0001)表面上に同様の構造単位(Bハニカムの他、Bハニカムの中央上方にさらにB原子が１つ存在)をもつ2次元ホウ素物質の存在が、日本の国立研究開発法人 物質・材料研究機構(NIMS)のグループによって、実験データの理論計算解析により明らかにされていた(2010年発見当初はボラフェン(Boraphene)と表現されたが、現在ではボロフェン(Borophene)としてカテゴライズされると思われる)。